# ヤマト糊

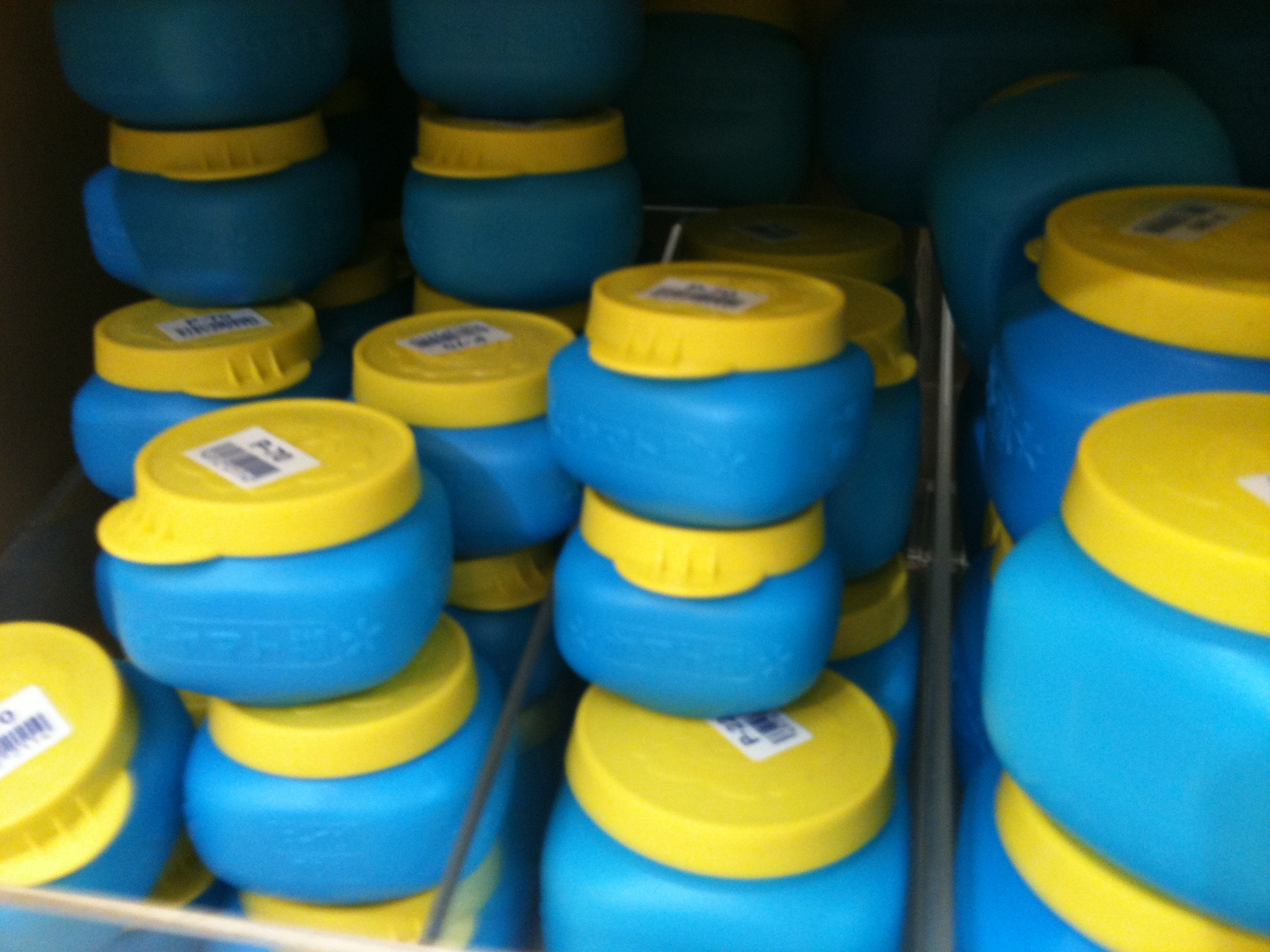
ヤマト糊

ヤマト糊（ヤマトのり）は、ヤマト株式会社が製造・販売するデンプン系の接着剤。

## 歴史
従来、姫糊（飯を原料とする糊）は腐りやすく買い置きが出来なかったため、自分で作るか使う分だけ買いすぐに使い切る必要があった。1899年（明治32年）、東京墨田区において木内弥吉は腐らない糊の化学的処理に成功。デンプン糊に防腐剤を混ぜることで日本初の「保存の効く糊」として発売する。香料を加えて糊の刺激臭を消す工夫もなされていた。しかし時間の経過に伴い徐々に粘性が失われ、また当初価格は姫糊の30倍も高いことなどからなかなか普及しなかった。その後の改良に伴い需要も伸び、東日本において大ヒットを収めている。
現在、デンプンはタピオカを使用しており、無香料となっている。
日本初と称しているが、腐らない糊は不易糊工業の不易糊がこちらより4年先（1895年）に開発されている。